# Coup d'État de 1924 au Chili

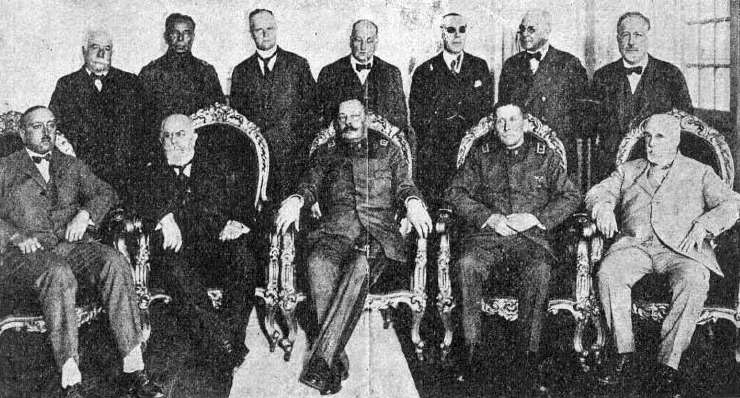
Membres de la junte gouvernementale de 1924 au Chili.

La junte gouvernementale du Chili (11 septembre 1924 - 23 janvier 1925), également connue sous le nom de junte de septembre est la structure politique établie pour gouverner le Chili à la suite du coup d'État militaire anti-conservateur qui prend le pouvoir après s'être ingéré dans le gouvernement du président progressiste Arturo Alessandri, qui se trouve dans une impasse. Elle dirige le pays jusqu'à ce qu'elle soit renversée par un nouveau coup d'État militaire et qu'elle cède la place à la Junte de janvier.

## Création
Pendant la majeure partie de l'année 1924, le Chili est politiquement paralysé par un conflit entre le président et le congrès, contrôlé par les conservateurs, qui refusent de discuter des lois qu'il leur envoie. Le 3 septembre 1924, un groupe de 56 officiers militaires proteste contre leurs bas salaires, lors de l'incident connu sous le nom de "coup de sabre". Le lendemain, le même groupe de jeunes officiers militaires, dirigé par le colonel Marmaduke Grove et le major Carlos Ibáñez, crée un "comité militaire" pour se défendre des menaces de sanctions du gouvernement en réponse à leurs actions. Le 5 septembre, le "comité militaire" exige du président Arturo Alessandri la destitution de trois de ses ministres, dont le ministre de la Guerre ; la promulgation d'un code du travail; l'adoption d'une loi sur l'impôt sur le revenu ; et l'amélioration du budget et des salaires militaires. Alessandri n'a d'autre choix que de nommer le général Luis Altamirano, inspecteur général de l'armée (chef de l'armée), à la tête d'un nouveau cabinet.
Le 8 septembre, le général Altamirano se présente devant le Congrès pour demander l'adoption de huit lois, dont le code du travail d'Alessandri. Le Congrès n'ose pas protester et les lois qui traînaient depuis des années sont adoptées en quelques heures. Celles-ci comprenaient la journée de 8 heures, la suppression du travail des enfants, la réglementation de la négociation collective, la législation sur la sécurité au travail, la légalisation des syndicats, une loi sur les coopératives et la création de tribunaux de conciliation et d'arbitrage du travail.
À ce stade, Alessandri estime qu'il n'est plus qu'un pion de l'armée et, le 9 septembre, il démissionne et demande l'asile à l'ambassade des États-Unis. Le Congrès refuse d'accepter sa démission et lui accorde un congé constitutionnel de six mois. Il quitte immédiatement le pays pour l'Italie. Le général Altamirano prend le pouvoir en tant que vice-président et, le 11 septembre, une junte militaire est mise en place pour diriger le pays en l'absence du président en titre, Alessandri.
Le mouvement militaire n'est pas homogène et comprenait une aile anti- oligarchiste dirigée par Marmaduque Grove et Carlos Ibáñez. Ils ont exprimé leurs positions dans le manifeste du 11 septembre, qui théorisait une sorte de « destin manifeste » des forces armées pour accompagner le développement du pays. Le manifeste stigmatise la « corruption de la vie politique », justifiant le coup d'État par une prétendue crise institutionnelle. Il a également allégué des "troubles civils" imminents (contienda civil) dont le pays devait être protégé.

## Histoire
La junte est composée du général Altamirano, chef de l'armée et vice-président constitutionnel, de l'amiral Nef, chef de la marine, et du général Bennett, représentant du "comité militaire". Le général Altamirano ferme le Congrès et, déclarant l'état de siège, assume les pouvoirs dictatoriaux. Pendant son règne conservateur, il tente plusieurs mesures pour contrôler la crise économique et réformer la bureaucratie locale. Néanmoins, dès le début, la junte s'est révélée inefficace pour mettre en œuvre de véritables changements dans le statu quo politique.
Le «comité militaire» a commencé à soupçonner qu'une restauration conservatrice est en cours. Les craintes semblaient confirmées lorsque Ladislao Errázuriz, chef du Parti conservateur et de l'alliance Unión Nacional, présente soudainement sa candidature aux prochaines élections présidentielles. La junte a alors perdu la confiance de ceux qui l'avaient portée au pouvoir, notamment le comité militaire. De jeunes officiers militaires commencent à contacter des secteurs favorables au retour d'Arturo Alessandri, en particulier le Comité Obrero Nacional (Comité national des travailleurs).
Le 23 janvier 1925, les troupes de l'armée encerclent le palais de La Moneda et arrêtent le général Altamirano. À la suite de ce nouveau coup d'État, le pouvoir est remis au général Pedro Pablo Dartnell, qui cède à son tour la place à la Junte de janvier quelques jours plus tard. La nouvelle junte déclare que les dirigeants de la junte précédente ont "perverti" l'intention du Manifeste du 11 septembre, les qualifiant de "traîtres" et affirmant que "les oligarques ne sont pas les propriétaires du Chili". L'un des premiers actes de la nouvelle junte a été d'arrêter Errázuriz, tandis que les classes populaires soutenaient la nouvelle junte à la condition du retour au pouvoir d'Alessandri.

## Membres
| Position            | Nom                |
| ------------------- | ------------------ |
| Général de Division | Luis Altamirano    |
| Vice-amiral         | François Nef       |
| Général de Division | Juan-Pablo Bennett |